# هیروشی واکاسوگی
هیروشی واکاسوگی (انگلیسی: Hiroshi Wakasugi; ۳۱ مهٔ ۱۹۳۵ – ۲۱ ژوئیهٔ ۲۰۰۹) رهبری (موسیقی) اهل ژاپن بود. او بسیاری از اپرای اصلی غربی را در ژاپن به نمایش گذاشت و با جوایز بسیاری برای دستاوردهای فرهنگی مفتخر شد. او بیشتر برای رهبری آثار آهنگسازان آلمانی مانند ریشارد واگنر، آنتون بروکنر، گوستاو مالر و ریشارد اشتراوس شناخته شد.